# Abdallah ben Zayed Al Nahyane
Cheikh Abdallah ben Zayed Al Nahyane, né le 30 avril 1972, est l'actuel ministre des Affaires étrangères des Émirats arabes unis. Il est le fils de Zayed ben Sultan Al Nahyane, le fondateur du pays, et le frère de Mohammed ben Zayed Al Nahyane, actuel chef de l'État des Émirats arabes unis et émir d'Abou Dabi.

## Biographie
Cheikh Al Nahyane est né à Abou Dabi le 30 avril 1972. Il est titulaire d'un diplôme en sciences politiques de l'Université des États-Unis. Il est marié à Cheikha Alyazia Bint Saif al Nahyane, qui est devenu une ambassadeur de bonne volonté de la FAO extraordinaire en 2010 et compte cinq enfants: Fatima, Mohammad, Zayed, Saif et Thelab. 

## Carrière
Cheikh Al Nahyane a été nommé ministre des Affaires étrangères et de la coopération internationale des Émirats arabes unis le 9 février 2006. 
En 2017, des courriels qui ont éclaté ont souligné que Cheikh Al Nahyane a maintenu des contacts étroits avec Tony Blair, financé par l'Émirats arabes unis comme l'envoyé de la paix au Moyen-Orient. Blair a tenu un certain nombre de réunions officielles avec le ministre des États-Unis étrangers. Les courriels ont également révélé qu'Abdallah ben Zayed Al Nahyane était l'un des Royals des ÉAU qui ont conclu l'envoyé. En 2011, le bureau de Cheikh Abdullah a envoyé séparément 2 millions de dollars à Blair à travers Windrush Ventures, qui a canalisé de l'argent pour le travail de conseil commercial de Tony Blair. Le ministère de les Émirats  étrangers a également transféré 12 millions de dollars à Windrush pour Blair Consultancy travail en Colombie, au Vietnam et en Mongolie.

## Controverse
Le superyacht de Cheikh Abdallah ben Zayed, Opera, avait violé les eaux protégées de l'île toscan de Giannutri en juillet 2023. Les militants de l'environnement italien ont accusé le Cheikh de naviguer son superyacht à travers des eaux protégées.

## Autres rôles
Cheikh Abdullah ben Zayed a servi de ministre de l'information et de la culture de 1997 à 2006. Auparavant, il a été président d'Emirates Media Incorporated, président de Fédération des Émirats arabes unis de football (1993-2001) et en tant que secrétaire du ministère de l'Information et de la Culture de 1995 à 1997.